# Miles dans l'espace
Miles dans l'espace (en anglais : Miles From Tomorrowland) est une série d'animation créé pour Disney Junior. La série porte le nom de Tomorrowland, une section commune aux divers parc d'attractions Disney de par le monde.
La série est diffusée depuis janvier-février 2015. Pour la troisième et dernière saison de la série, en 2017 sur Disney Channel, elle est renommée Mission Force One[réf. nécessaire].
Leo: Nicola matthys

## Synopsis
La famille Callisto vit à bord d’un vaisseau spatial et est chargée de protéger l’espace de nombreux soucis.

## Voix
Cullen McCarthy
Fiona Bishop
Dee Bradley Baker
Grey DeLisle